# Michal Obročník
Michal Obročník (* 4. června 1991, Rimavská Sobota) je slovenský fotbalový záložník od roku 2013 hráč klubu FC Slovan Liberec od července 2017 na hostování v SK Sigma Olomouc.

## Klubová kariéra
Svoji fotbalovou kariéru začal v Rimavské Sobotě, odkud ještě jako dorostenec zamířil do FK Dukla Banská Bystrica. Následně se vrátil do Rimavské Soboty, kde nastupoval již pouze za první mužstvo. Před sezonou 2013/14 odešel na hostování do FC ViOn Zlaté Moravce. Po půl roce mu skončilo hostování ve Zlatých Moravcích a smlouva v Rimavské Sobotě a podepsal kontrakt s FC Slovan Liberec. Obratem byl poslán do ViOnu, kde rok hostoval a poté se vrátil do Liberce.
S Libercem se představil v Evropské lize UEFA 2014/15. Ve 3. předkole proti FC Astra Giurgiu tým vypadl s celkovým skóre 2:6, Obročník vstřelil jeden gól v domácí odvetě (porážka 2:3). Se Slovanem Liberec podstoupil v sezóně 2014/15 boje o záchranu v 1. české lize, ta se zdařila. S týmem navíc vybojoval triumf v českém poháru.
V srpnu 2016 se vrátil na Slovensko do známého působiště, odešel na hostování do FC ViOn Zlaté Moravce – Vráble. Zde se rozehrál po zranění a dostal se do zápasového rytmu. V zimní pauze sezóny 2016/17 se vrátil do Liberce a zahájil s týmem přípravu.

V červenci 2017 odešel z Liberce na hostování do moravského klubu z Hané SK Sigma Olomouc.